# دم‌شلاقی کوچک‌روزنه
دم‌شلاقی کوچک‌روزنه (نام علمی: Cetonurichthys subinflatus) نام یک گونه از تیره دم‌شلاقی است.